# Al Yamana (яхта)
Al Yamana' — королевская яхта короля Саудовской Аравии, входит в состав ВМС. Изначально строилась для Ирака, где должна была носить имя Qadissayat Saddam, но не была получена заказчиком из-за Ирано-иракской войны. В 1988 году была перекуплена Саудовской Аравией. Отличительной особенностью корабля является постоянная вертолётная площадка в кормовой части.